# Predsjednik Kosova
Predsjednik Kosova je de facto šef Republike Kosovo, koja je međunarodno priznata od dijela članica Ujedinjenih Naroda (82 priznalo, a 111 nije).  Predsjednika Kosova bira Skupština Kosova. Ne bira se izravno na izborima.
Trenutna je predsjednica Kosova Vjosa Osmani.

## Predsjednici Kosova
| Ime                  | Rođen-umro    | Mandat počeo       | Mandat završio     | Politička stranka          |
| -------------------- | ------------- | ------------------ | ------------------ | -------------------------- |
| Ibrahim Rugova       | 1944. – 2006. | 4. ožujka 2002.    | 21. siječnja 2006. | Demokratski savez Kosova   |
| Nexhat Daci, v.d.    | 1944. –       | 21. siječnja 2006. | 10. veljače 2006.  | Demokratski savez Kosova   |
| Fatmir Sejdiu        | 1951. –       | 10. veljače 2006.  | 27. rujna 2010.    | Demokratski savez Kosova   |
| Jakup Krasniqi, v.d. | 1951. –       | 27. rujna 2010.    | 22. veljače 2011.  | Demokratska stranka Kosova |
| Behgjet Pacolli      | 1951. –       | 22. veljače 2011.  | 4. travnja 2011.   | Novi savez Kosova          |
| Jakup Krasniqi, v.d. | 1951. –       | 4. travnja 2011.   | 7. travnja 2011.   | Demokratska stranka Kosova |
| Atifete Jahjaga      | 1975. –       | 7. travnja 2011.   | 7. travnja 2016.   | nezavisan                  |
| Hashim Thaçi         | 1968. –       | 7. travnja 2016.   | 5. studenoga 2020. | Demokratski savez Kosova   |
| Vjosa Osmani, v.d.   | 1982. –       | 5. studenoga 2020. | 22. ožujka 2021.   | nezavisan                  |
| Glauk Konjufca, v.d. | 1981. –       | 22. ožujka 2021.   | 4. travnja 2021.   | Samoopredjeljenje          |
| Vjosa Osmani         | 1982. –       | 4. travnja 2021.   | trenutno           | nezavisan                  |